# كوين هونتيلار
كوين هونتيلار (بالهولندية: Koen Huntelaar)‏ هو لاعب كرة قدم هولندي في مركز الوسط، ولد في 8 يوليو 1998 في Hummelo ‏ في هولندا. لعب مع دي غرافشاب.

## وصلات خارجية
- كوين هونتيلار على موقع قاعدة بيانات كرة القدم.إي يو (الإنجليزية)
- كوين هونتيلار على موقع عالم كرة القدم.نت (الإنجليزية)